# 当代中国出版社
当代中国出版社（英語：Contemporary China Publishing House），是中华人民共和国的一个出版社，隶属于当代中国研究所，位于北京市西城区地安门西大街旌勇里8号。

## 概述
1991年1月31日，中华人民共和国新闻出版署发布《关于同意成立当代中国出版社的批示》。当代中国出版社出版有国史研究成果的政治、经济、科学技术、文化教育等方面的图书及重要的国史研究资料，出版《当代中国》丛书、《当代中国人物传记》丛书以及《中华人民共和国地方简史》丛书等。此外，负责出版《当代中国史研究》。